# Elina Vaara
Elina Vaara, pseudonym för Kerttu Elin Vehmas, född Sirén 29 maj 1903 i Tammerfors, död 26 december 1980 i Helsingfors, var en finländsk författare och översättare.
Hon var gift med målaren Einari Wehmas.
Hon är begravd på Sandudds begravningsplats i Helsingfors.

## Priser och utmärkelser
- 1959 – Pro Finlandia-medaljen[2]
- 1968 – Aleksis Kivi-priset[3]